# Johannesteijsmannia magnifica
Johannesteijsmannia magnifica är en enhjärtbladig växtart som beskrevs av John Dransfield. Johannesteijsmannia magnifica ingår i släktet Johannesteijsmannia och familjen Arecaceae. Inga underarter finns listade i Catalogue of Life.

## Bildgalleri

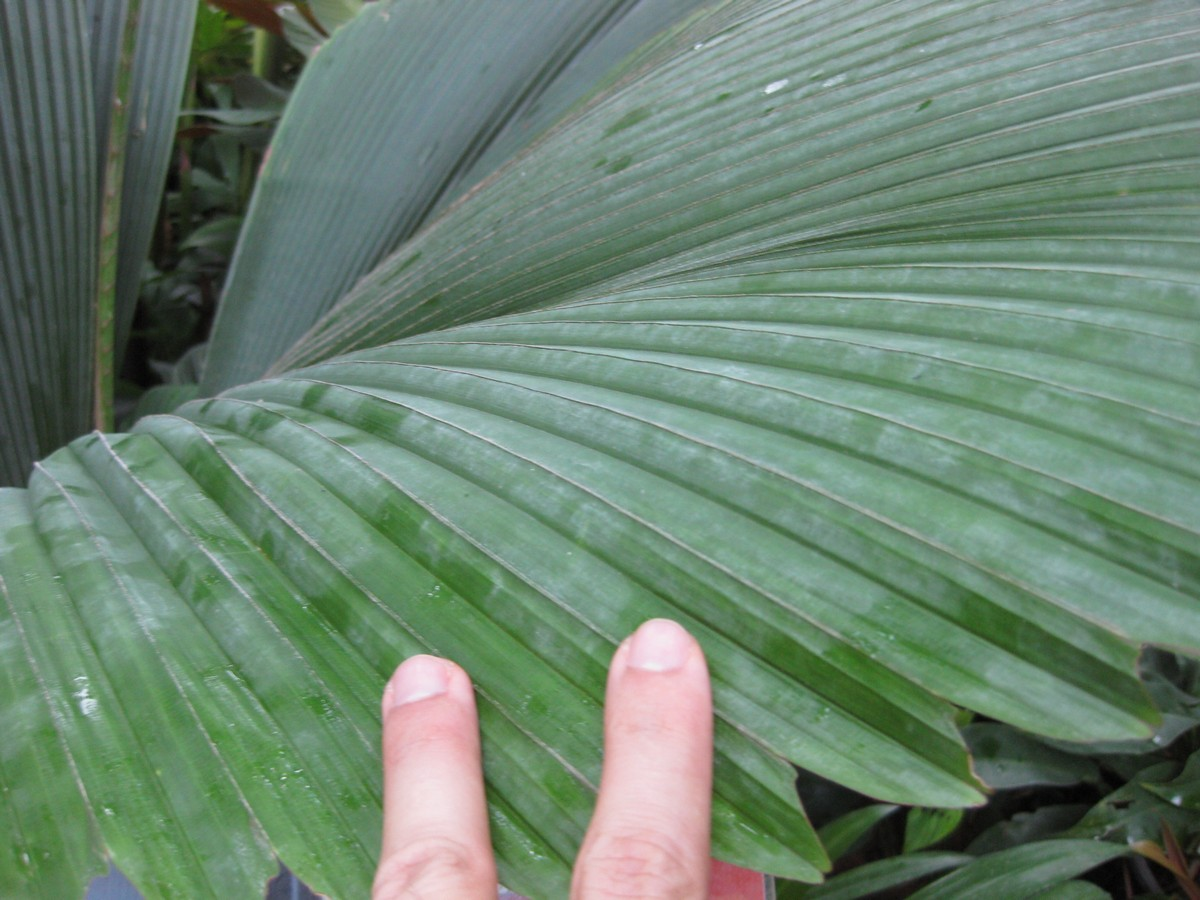
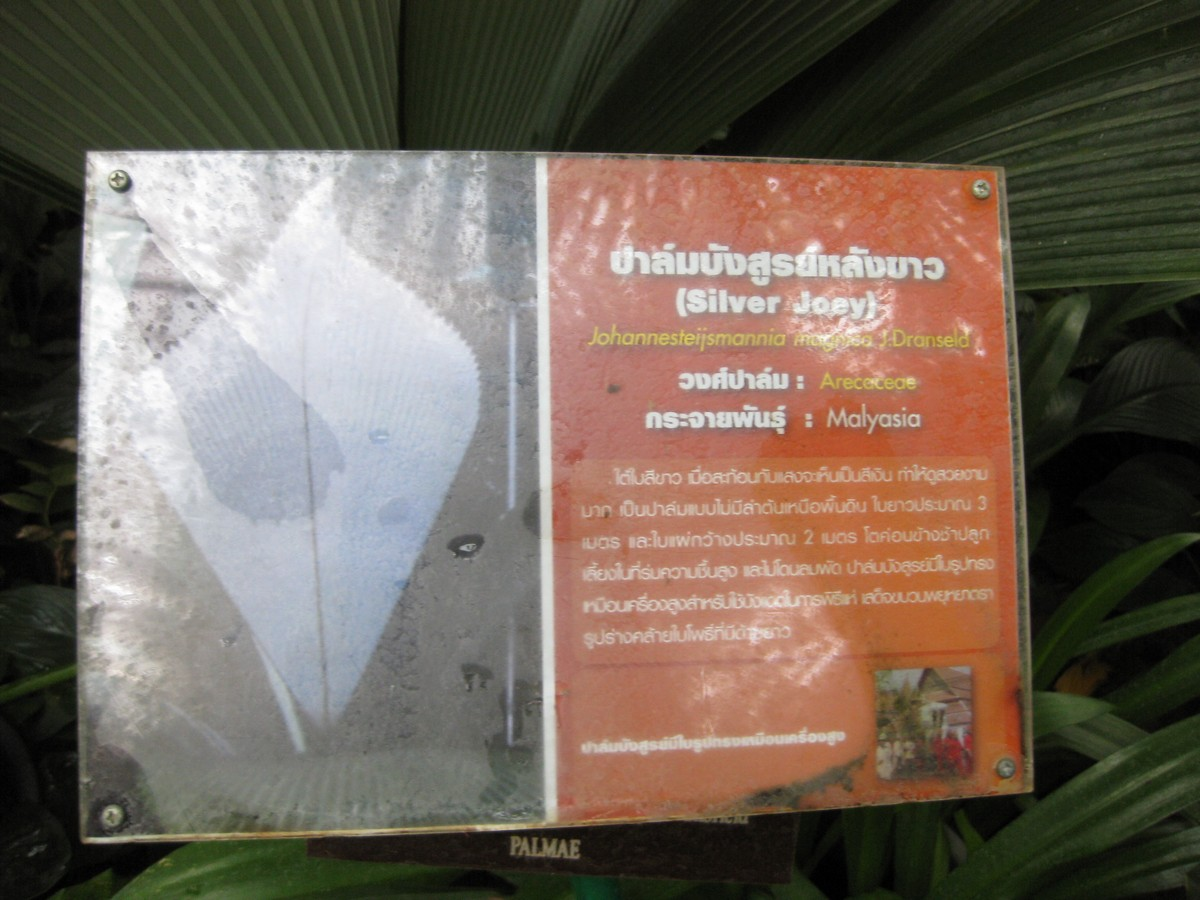